# Landschaftsschutzgebiet Murauen Graz-Werndorf
Das Landschaftsschutzgebiet Murauen Graz-Werndorf ist ein Schutzgebiet entlang der rechten und linken Muruferseite der Mur in der Steiermark. Es wurde im Jahr 1981 zum Zweck der Erhaltung seiner besonderen landschaftlichen Eigenart und Schönheit, seiner seltenen Charakteristik und seines Erholungswertes aufgrund der Nähe zur Landeshauptstadt Graz unter Schutz gestellt.

## Lage
Das Landschaftsschutzgebiet Murauen Graz-Werndorf liegt im Süden der steirischen Landeshauptstadt Graz im Bezirk Graz-Umgebung. Das Landschaftsschutzgebiet besitzt eine Gesamtgröße von 1.408 ha und verläuft beidseitig entlang der Mur mit einer Nord-Süd-Ausdehnung von rund 12 km. Die durchschnittliche Ausdehnung in Ost-West-Richtung beträgt etwa 2 km.
Innerhalb der steirischen Teillandschaften gehört das Gebiet zum Grazer Feld innerhalb des Grazer Beckens. Ein kleiner Teil der geschützten Landschaft im Süden der Gemeinde Fernitz-Mellach geht in die hügelige Landschaft des Oststeirisches Riedellandes über. Das Landschaftsschutzgebiet wird geprägt von einer durch Laubmischwald dominierten Auvegetation sowie landwirtschaftlich genutzten Ackerflächen.
Zum Schutzgebiet gehören die Gemeindegebiete von Graz, Feldkirchen bei Graz, Kalsdorf bei Graz, Werndorf, Gössendorf und Fernitz-Mellach.

## Nutzung

### Wasserkraftwerke
Gegenwärtig gibt es 21 Wasserkraftwerke an der Mur, davon befinden sich zwei Laufkraftwerke im Landschaftsschutzgebiet Murauen Graz-Werndorf.
Das Kraftwerk Gössendorf liegt im Norden des Schutzgebietes in der Gemeinde Gössendorf und wurde 2012 in Betrieb genommen. Nur wenige Kilometer südlich liegt das 2013 errichtete Kraftwerk Kalsdorf. Im Zuge der Errichtung der Kraftwerke war die Erhaltung der Uferzonen und teilweise Renaturierung der Murauen ein wichtiger Aspekt. In weiterer Folge wurde mit der Reaktivierung eines Altarms bei Thondorf das neue Naherholungsareal „Murauen“ geschaffen.
Die beiden Projekte waren während ihrer Bauphase massiver Kritik ausgesetzt. Naturschutzeinrichtungen distanzierten sich vom lückenlosen Ausbau der Wasserkraft in diesem Bereich der Mur. Umweltschützer, Bürgerinitiativen und Aktivisten forderten einen Baustopp der beiden Kraftwerke. Der Bereich der Murauen Graz-Werndorf bis zum Kraftwerk Weinzödl im Norden von Graz galt vor dem Bau der beiden Kraftwerke als letzte große freie Fließstrecke der Mur innerhalb der Steiermark.